# Parytet stopy procentowej
Parytet stopy procentowej, lub tzw. teoria parytetu stopy procentowej – teoria, która próbuje wyjaśnić stałość oraz zmiany kursów walutowych w krótkim okresie. Jej założeniem jest ścisły dodatni związek pomiędzy poziomem krajowej stopy procentowej (Rk) a kursem waluty (E). Ta zależność zachodzi tylko w przypadku państw o płynnym kursie walutowym. Kurs walutowy rośnie razem ze stopą procentową, dlatego że zwiększenie zapotrzebowania na walutę krajową, jaką zgłaszają zagraniczni inwestorzy powoduje w konsekwencji podniesienie jej ceny, czyli kurs waluty. Gdyby nie istniał ten mechanizm, do kraju napłynęłaby ogromna ilość obcego (spekulacyjnego) kapitału, której nie mógłby zrekompensować spadek eksportu towarów. Ale istnieje jeszcze druga zapora ochronna, którą jest obawa przed spadkiem kursu waluty w niedalekiej przyszłości (np. masowa wyprzedaż waluty krajowej przez inwestorów).
Parytet stóp procentowych wskazuje na związek między różnicami w nominalnych stopach procentowych a różnicą między kursem spot i kursem terminowym.
{\displaystyle {\frac {S_{t}-S_{o}}{S_{o}}}={\frac {I_{a}-I_{b}}{1+I_{b}}}}
gdzie:
- {\displaystyle I_{a}} -nominalna roczna stopa % w kraju A.
- {\displaystyle I_{b}} -nominalna roczna stopa % w kraju B.
- {\displaystyle S_{o}} -kurs walutowy B/A.
- {\displaystyle S_{t}} -oczekiwany kurs walutowy B/A za rok.

Prawo jednej ceny mówi, że cena pieniądza na rynkach świata musi być taka sama, ponieważ w innym wypadku dojdzie do arbitrażu, który w efekcie doprowadzi do zrównania tych cen.